# Cafasse
Cafasse là một đô thị ở tỉnh Torino trong vùng Piedmont, có vị trí cách khoảng 25 km về phía tây bắc của Torino, nước Ý. Tại thời điểm 31 tháng 12 năm 2004, đô thị này có dân số 3.636 và diện tích 10,0 km².
Cafasse giáp các đô thị: Balangero, Mathi, Lanzo Torinese, Germagnano, Villanova Canavese, Vallo Torinese, và Fiano.